# Постмодернізм у музиці
Стосовно музики постмодернізм може бути розглянутий як стиль та як стан. Як музичний стиль, постмодерн включає характерні риси мистецького постмодерну — це мистецтво після модернізму (див. Модернізм у музиці). Він характеризується поєднанням різних музичних стилів та жанрів, полістилістикою. Характерна також самовідносність та іронічність, стертя кордонів між «високим мистецтвом» та кітчем, Д. Олбрайт (2004) охарактеризовує постмодерн, як тотальний колаж, полістилізм та випадковість.
Щодо становища музики у постмодерному середовищі, то незалежно від стилю чи напрямку тієї чи іншої музики, це становище характеризується такими рисами: якщо музика епохи модерну розглядалася, як спосіб вираження, то в епоху постмодерну музика радше є видовищем, продуктом масового споживання, та індикатором групової ідентифікації, наприклад знаком, що допомагає визначити свою приналежність до тієї чи іншої субкультури.

## Вплив модернізму та філософія постмодерну

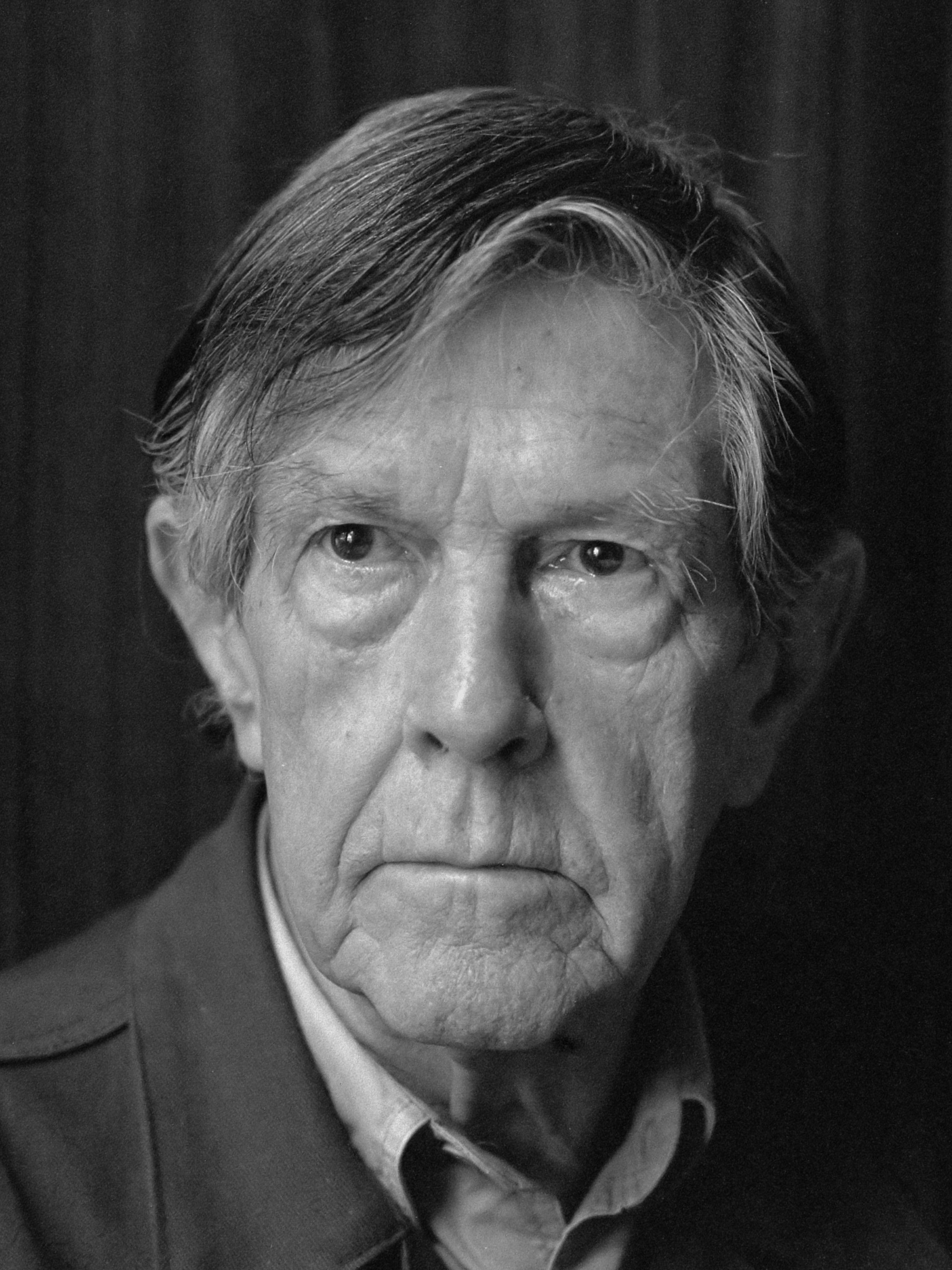
Джон Кейдж, один із піонерів постмодерної музики

В епоху модернізму, творення музики розглядалося як відображення зовнішнього світу, подібно до того, як фотограф фіксував певну миттєвість. Однак з винаходом магнітної плівки в 1930-х роках можливість розглядати аудіозапис, як кінцевий продукт музичної творчості. Протягом 1950-х років, музика, в тому числі популярна музика, представлялась як зафіксоване виконання, навіть якщо кінцевий результат був досягнутий за допомогою техніки мікшування.
Предтечу цього процесу можна знайти десятиліттям раніше. Починаючи з кінця 1940-х onwards композитори академічного напрямку, зокрема такі композитори як Едґар Варез, П'єр Шеффер, Карлгайнц Штокгаузен та Джон Кейдж, створювали композиції, що існували винятково у вигляді аудіозаписів, використовуючи багатоканальний запис, редагуючи або варіюючи швидкість запису звуків, що означало творення музики, яка не могла бути зіграна традиційними засобами, але могла існувати лише як запис.
Подібна техніка згодом потрапила й до електронної музики. Детально розроблені мультитрекові пізні записи Бітлз (наприклад альбом «Sgt. Pepper's Lonely Hearts Club Band») дуже далекі від того, що чотири учасники могли реально зобразити на сцені.
В епоху модернізму «Популярна» музика розглядалася як другорядна по відношенню до більш «вагомих» жанрів. Філософія постмодерну, однак, поставила під сумнів правомірність і прийнятність розподілу культури на «високу» та «низьку».
Третій виток постмодерної музики пов'язаний із фундаментальною зміною уявлень щодо того, «про що» має бути музика. Із ствердженням постмодернізму стверджувалась ідея про те що «музика є сама про себе». Стильові алюзії і цитати стали не тільки технічним прийомом, але сутнісною стороною музики, перерісши з можливості в потребу. В цьому також знаходимо відхід від модерної парадигми, що вбачає основними елементами музичного мистецтва такі первісні елементи як інтонація, ритм і мотиви — постмодернізм вважає основним предметом мистецтва медіапотоки, промислові об'єкти, та окремі жанри. Іншими словами, постмодерн зводить роль мистецтва до коментування споживацької спільноти та її продуктів, відмовляючись від модерного прагнення осягнути «реальність» всесвіту в його фундаментальних формах.

## Постмодерні прийоми
Можливість здійснювати аудіозапис та подальші мікшування породжували численні ідеї включення до музичних творів різноманітних штучних звуків, шумів, семплів людського голосу. Окремі новатори, такі як Едґар Варез, почали експериментувати з можливостями нових електронних технологій, зокрема з синтезаторами та звуковими петлями. Джон Кейдж використовував магнітні стрічки, радіо, та записи живих виконавців для використання записаних семплів різними способами, що знайшло втілення в таких роботах, як «Imaginary Landscape» та «Europera.» В області популярної музики зазначені технології широко використовували «Abbey Road», Pink Floyd в альбомі «Meddle» та представники музичного стилю «даб», зокрема Лі Перрі. З появою цифрових технологій, що значно полегшили роботу з семплами, подібні прийоми стали поширеними в хіп-хопі, та особливо в мешапах.

### Цитування
Техніка використання існуючого матеріалу знайшла своє відображення і в традиційній інструментальній музиці. Цитування, як посилання на вже існуючі твори зустрічалися ще у композиторів першої половини 20 століття. Наприклад, Ріхард Штраус в своїх симфонічних поемах та Чарльз Айвз в своїх «звукових шляхах» використовували цитати творів, написаних сторіччям раніше. У другій половині 20 століття таких прикладів стає значно більше. Наприклад, в 15-й симфонії Д. Шостаковича міститься цитата із «Вільгельма Телля» Дж. Россіні та «Кільця Небелунгів» Р. Вагнера. Іншим відомим прикладом музичного коллажу є третя частина Симфонії Л. Беріо, в якому цитується «Симфонія воскресіння» Густава Малера. Сам композитор, щоправда, відмовляється від поняття колажу, мотивуючи це тим, що посилання не є випадковими, натомість є знаковими в концепції композиційного цілого.
До специфічного способу цитування вдається О. Мессіан — у таких своїх творах, як «Екзотичні птахи» та «Каталог птахів» засобами симфонічного оркестру композитор намагається імітувати спів птахів, прагнучи при цьому максимальної точності. В мистецтвознавчій літературі техніка цитування часто окреслюється терміном «інтертекстуальність».

### Випадковість

Фрагмент партитури сучасного алеаторичного твору

Спорідненим явищем постмодерної академічної музики стало зменшення ролі композитора в музичній композиції, що виражається не тільки у використанні запозиченого музичного матеріалу, але й у використанні випадковості, як композиторської техніки. Передумовою появи алеаторичної музики була додекафонія Арнольда Шенберґа, а пізніше — техніка серіалізму, використовувана рядом композиторів, таких як П.Булез, К.Штокхаузен. Фактично вже в серіальній музиці роль композитора «витісняється» роллю математичних алгоритмів, на основі яких створюються серіалістичні композиції.
Однак пізніше ці композитори, а також, особливо, Джон Кейдж, відмовляються від тотального детермінізму і започатковують алеаторичний напрямок, що ставить в основу музичної композиції випадковість. В ряді Дж. Кейдж повністю «відсторонює» себе від композиторського процесу. У відомій п'єсі 4'33" піаніст не продукує жодного звуку, і сама композиція, за словами автора, містить винятково навколишній шум. Таким чином в алеаторичній музиці стираються границі між виконавцем та аудіторією або між музикантами і навколишнім середовищем, що є постмодерною тенденцією.

### Інтерес до екзотичних культур
В той же час спостерігається сплеск інтересу академістів до неєвропейських традицій, музики добарокової епохи, та популярної музики. Така увага до всіх музичних традицій є типово постмодерною рисою; розподіл на «високе» та «низьке» мистецтво вважається іллюзорним. Дьордь Лігеті зацікавився ритмічними структурами Pygmy song, які пізніше вплинули на всі його пізніші композиції. Олів'є Мессіан ґрунтовно вивчав індійську та середньовічну музику, що позначилось на його творах. Тан Дун, народжений у Китаї, в своїй творчості шукав шляхи поєднання Китайських та Західних музичних традицій. Стів Райх вивчав західно-африканську барабанну техніку, індонезійський гамелан, та єврейську cantillation, його твори іноді порівнюють з Pérotin або рок-музикою.
Якщо оглянути звернення композиторів модерної та пост-модерної епохи до «екзотичної», неєвропейської музичної культури, то ми також побачимо суттєво різний підхід. Різниця полягає у глибині проникнення. Наприклад «Rondo alla Turca» В. А. Моцарта припустимо має впливи турецької музики, проте цей вплив досить поверховий і вкладається у чисту класичну форму. Постмодернізм продовжує лінію, що у модернізмі знайшла втілення у творчості Бели Бартока, що систематично і ґрунтовно вивчав засадничі принципи «екзотичної» музики. В результаті «екзотичні» принципи настільки тонко проникають у почерк композитора, що неможливо навіть уявити походження тих чи інших елементів, доки вони не будуть явно показані.

## Постмодерн у різних музичних напрямках
В кінці 1950-х та 1960-ті беруть початок низка стилів, зумовлених ситуацією постмодернізму, та входженням елементів постмодернізму до наявних стилів.

### Популярна музика
В популярній музиці, джазі, ритм-н-блюзі, та ранньому рок-н-роллі, інновації завдячують введенням принципово нових технологій запису. Створюючи тривимірний звук, її виробники вже не намагаються імітувати акустичний простір концертного залу, натомість голос вокаліста звучить на передньому плані, тоді як решта голосів створюють «стіну» на задньому плані. З середини 1960-х років така техніка стала стандартом більшості комерційних радіо. Включення техніки студійного мікшування, електроніки та використання накладання звукових доріжок стають невід'ємним атрибутом рок-музики. Натомість поп-музика уникає визначної ролі електро-гітар, віддаючи перевагу синтезаторам, акустичним інструментам та, загалом, більш м'якому звучанню ритм-секції.
На початку 1970-х, Диск-жокеї Нью-Йорку що грали диско, відкрили новий шлях постмодернізму в музиці. Вони пробували відтворювати записи для танцмайданчиків, контролювати швидкість відтворення запису та використовувати мікшерський пульт для застосування реверберації та інших звукових ефектів. В той же час вони говорили в мікрофон «понад» музикою, що підготувало появу хіп-хопу.
Подальша еволюція хіп-хопу 1990-х роках виокремилась у течію тернтейблізму, що зосереджується на аспектах діджеінґу, а музика майже повністю робиться з мікшування вінілових записів. Серед найвідоміших діджеїв-тернтейблістів — Q-Bert, Mixmaster Mike, та J-Rocc and Babu гурту The Beat Junkies.
Пост-рок — термін, що став використовуватися для гуртів, що використовували «рок інструментовку для „не рокової“ мети, використовуючи гітари більше для як особливої барви та фактуру, ніж для рифів та поверкордів», як це зазначено у журналі The Wire (May 1994). Значна кількість гуртів пост-рокового руху розвинулася в останні роки XX століття, зокрема Mogwai, Tortoise, Explosions in the Sky та інші. Їх мелодика, багата інструментовка та сильна емоційна насиченість стали властивою рисою пост-року.

### Академічна музика
В академічній музиці першим постмодерним стилем звичайно вважається мінімалізм. Мінімалізм частково був реакцією на важку доступність та неплідність модерної академічної музики таких авторів як А.Шенберґа, П'єра Булеза, раннього Джона Кейджа, та інших авангардистів. Серед перших мінімалстів — учень Шенберга Лямонт Янг (LaMonte Young), який використовував елементи серіалізму в своїх ранніх мінімалістичних творах, Террі Райлі (Terry Riley), в творах якого відчувається вплив репититивності індійської музики та рок-музики, Філіп Ґласс, який також зазнав впливу індійської музики через посередництво Раві Шанкара та Стів Райх, що плідно працював із різними монтувальними та повторюваними техніками в музиці.
Мінімалізм та подібні музичні стилі підготували ґрунт до інтеграції легкої та академічної музики, що були роз'єднані з розвитком модернізму. У 1970-ті роки, авангардні рок- та поп-музиканти (наприклад Suicide та Throbbing Gristle) зацікавилися електронним інструментарієм, використанням ритмів східної музики та нетрадиційних інструментів (наприклад сітару гуртом the Beatles). (drone) або повторюваною музикою, що стилістично подібна мінімалізму (наприклад музика гурту The Velvet Underground, Tangerine Dream, Kraftwerk, та, пізніше, Stereolab). Звукові петлі також знайшли використання у техно- та хауз-музиці, а «скретч» хіп-хопової музики. Більше того, підхід «вирізати-вставити» пізніх робіт Штокгаузена (що використовував елементи як «високого» так і «низького» мистецтва) був дуже впливовим для та рок-композиторів 1970-х — 1990-х років, наприклад гурту The Residents. Поширення мінімалізму в сучасній музиці спонукало створення подібних течій в електронній музиці, наприклад мікрохауз та мінімальний техно.

### Джаз

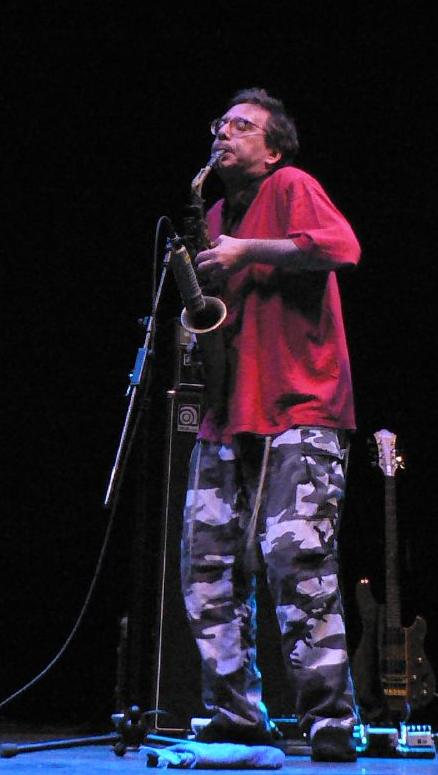
Джон Зорн, найяскравіший виразник постмодерного джазу

Постмодерний джаз також вплинув на сучасну поп і рок- музику. Можна виділити два чинники розвитку — це інновації Чарлі Паркера в середній повоєнний період, та (знову) творчість Арнольда Шенберґа: щоправда не стільки його додекафонія, скільки досерійний атональний стиль, в якому усі форми тональної організації були відкинуті. Злиття цих двох традицій стало чинником розвитку фрі-джазу в 1950-ті, зокрема у творчості Орнета Колмена, який надихнув нове покоління музикантів 1960-х та 1970-х, серед яких такі постаті, як Джон Колтрейн, Альберт Ейлер та Sun Ra. Фрі-джаз справив значний вплив на багатьох рок-музикантів: наприклад Кептейн Бітхард, та, зовсім іншим чином на The Stooges та Лу Рід . В свою чергу ці артисти справляли вплив на покоління панк-музикантів 1970-х та 1980-х років (наприклад The Lounge Lizards та The Pop Group).
Одним із найяскравіших прикладів джазового постмодерного музиканта є саксофоніст Джон Зорн. Починаючи від п'єс Godard та Spillane і продовжуючи проектом Naked City, музика Зорна відома радикальними стилістичними стрибками. Його творчість критики не можуть вписати в жоден музичний напрямок, а сам Зорн висловлювався про те, що поняття сучасних стилів є радше комерційними.